# Acciaio 40CrMo4
Il 40CrMo4 è un acciaio da bonifica contenente 0,4% di carbonio (valore a cui si raggiunge la massima tenacità), 1% di cromo (per aumentare la temprabilità) e meno di 1% di molibdeno (per evitare la malattia di Krupp).

A parità di contenuto di carbonio rispetto al C40, ha una profondità di tempra molto maggiore e caratteristiche meccaniche molto più interessanti, a fronte di un prezzo 5 volte superiore.